# Nicolas Perelle
Nicolas Perelle est un peintre et graveur français né en 1631 et mort en 1695.
Fils de Gabriel Perelle et frère d'Adam, il est notamment l'auteur de certaines des estampes de Les Glorieuses Conquestes de Louis le Grand roy de France et de Navarre dédiées au roy.

## Œuvres
- Orléans, musée des Beaux-Arts: Saint François de Paule ressuscitant un enfant, 1683, huile sur toile, 155 x 106 cm[1]